# (29868) 1999 FB56
A (29868) 1999 FB56 a Naprendszer kisbolygóövében található aszteroida. A LINEAR projekt keretében fedezték fel 1999. március 20-án.